# Sphaerostephanos gregarius
Sphaerostephanos gregarius är en kärrbräkenväxtart som först beskrevs av Edwin Bingham Copeland, och fick sitt nu gällande namn av Holtt. Sphaerostephanos gregarius ingår i släktet Sphaerostephanos och familjen Thelypteridaceae. Inga underarter finns listade.